# 김영수 (군인)
김영수(金泳秀, 1923년 5월 13일~1945년 4월 16일)는 일제강점기의 군인이다. 일본식 이름은 가네마 히데오(金山秀雄)이다. 김석원의 둘째 아들이며 경성부 출신이다.
1942년 3월 경기중학교를 졸업했으며 같은 해 4월부터 1942년 4월까지 일본 육군예비사관학교(옛 일본 육군사관학교 예과)에 재학했다. 1942년 10월 일본 육군사관학교에 입학했고 1944년 4월 육군사관학교를 제57기로 졸업했다. 1944년 7월 일본 제국 육군 소위로 임관되었으며 태평양 전쟁 당시 일본 제국 육군 중위로 참전했다.
1945년 4월 16일 필리핀 레이테섬에서 연합군과 교전을 벌이던 도중에 전사했으며 민족문제연구소의 친일인명사전 수록자 명단의 군 부문에 포함되었다.

## 참고 문헌
- 민족문제연구소 (2009). 〈김영수 (6)〉. 《친일인명사전 1 (ㄱ ~ ㅂ)》. 서울. 485쪽.